# چونگجو (کره شمالی)
چونگ‌جو (به لاتین: Chongju) یک شهر در کره شمالی است که در استان پیونگان شمالی واقع شده‌است.

## خواهرخوانده
شهر توتوری خواهرخواندهٔ چونگ‌جو هست.